# Étienne Soubre
Pour les articles homonymes, voir Soubre.
Étienne Soubre, né à Liège le 10 décembre 1813 et mort dans la même ville le 8 septembre 1871, est un compositeur belge.

## Biographie
Frère aîné du peintre Charles Soubre et père de six enfants dont Charles Étienne Soubre, Étienne Joseph Soubre entre au Conservatoire de Liège en 1827, année de sa création, et y étudie l'harmonie, le contrepoint et la fugue. À dix-huit ans, il est nommé professeur-adjoint de solfège. En 1841, il obtient le prix de Rome belge grâce à sa cantate Sardanapale. Après avoir voyagé, aux termes du règlement du Concours qui lui avait accordé une pension de 2500 francs pendant quatre ans, il rentra en Belgique en 1844 et se fixa à Bruxelles où il s'adonne au professorat.[réf. souhaitée] Il est surtout connu à son époque comme compositeur de chœur.
Son Hymne à Godefroid de Bouillon pour chœur et orchestre est interprété à Anvers par 1500 exécutants issus de 46 sociétés lyriques belges, allemandes et hollandaises le 19 août 1850.
Pendant plusieurs années, il prend la direction de la Société Philharmonique de Bruxelles. En 1861, il est nommé par le gouvernement inspecteur des cours élémentaires de musique des établissements d'enseignement moyen ; mais l'année suivante, il est appelé à la direction du Conservatoire de Liège, en remplacement de Louis-Joseph Daussoigne-Méhul.
Il est inhumé au cimetière de Robermont à Liège.

## Distinction
- Chevalier de l'ordre de Léopold (le 24 juillet 1856)[4].

## Œuvres
- Symphonie fantastique (1836, inspirée de la symphonie éponyme de Berlioz)
- Symphonie triomphale (1853)
- Isoline, opéra (1855)
- Requiem (1859)
- Hymne à Godefroid de Bouillon
- Stabat
- Ave Verum
- Chants ossianiques
- Prière avant le combat
- La branche d'Amandier

Étienne Joseph Soubre a en outre composé différents hymnes, chœurs, etc.

## Galerie

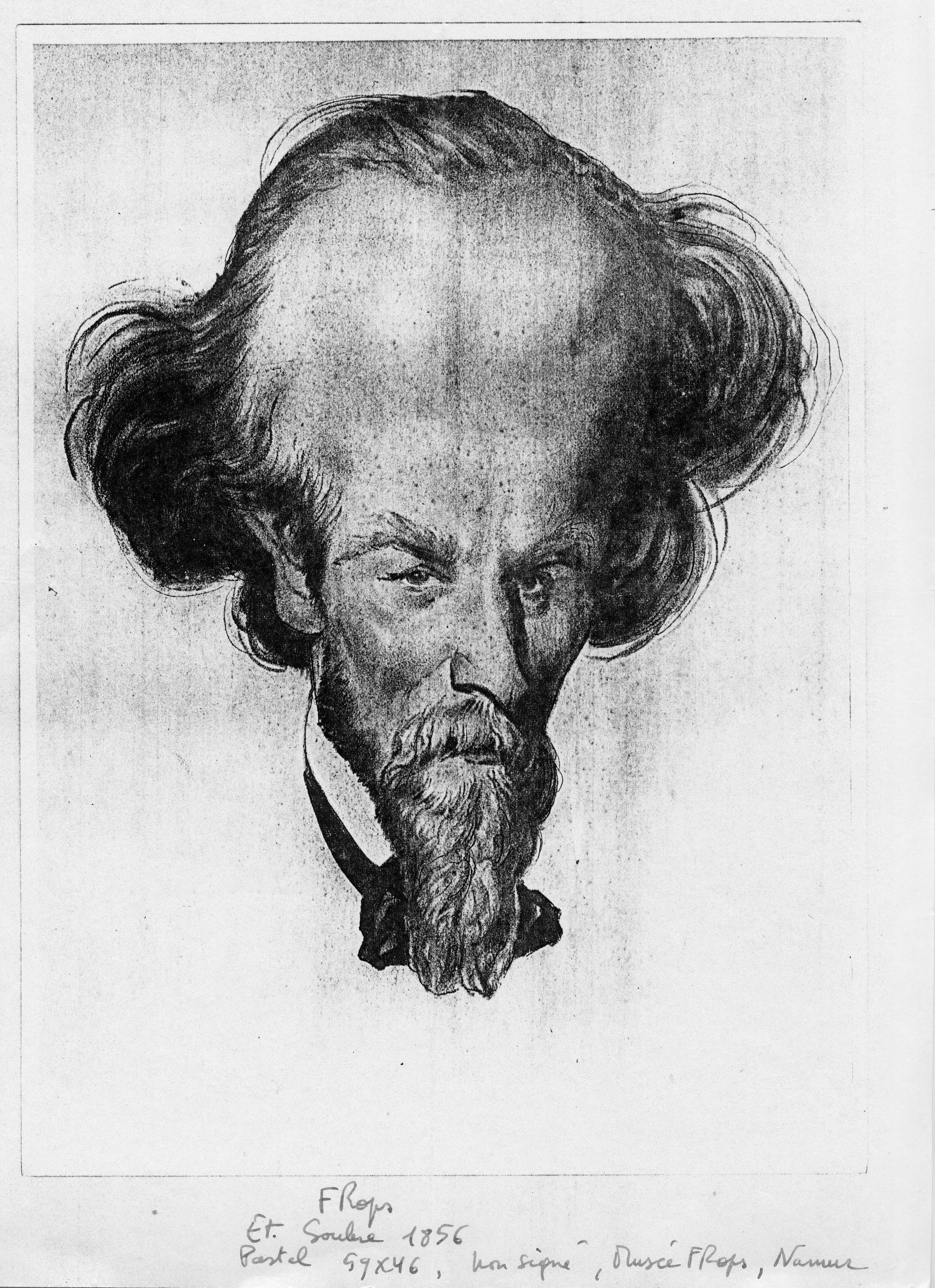
Étienne Soubre, pastel de F.Rops en 1856
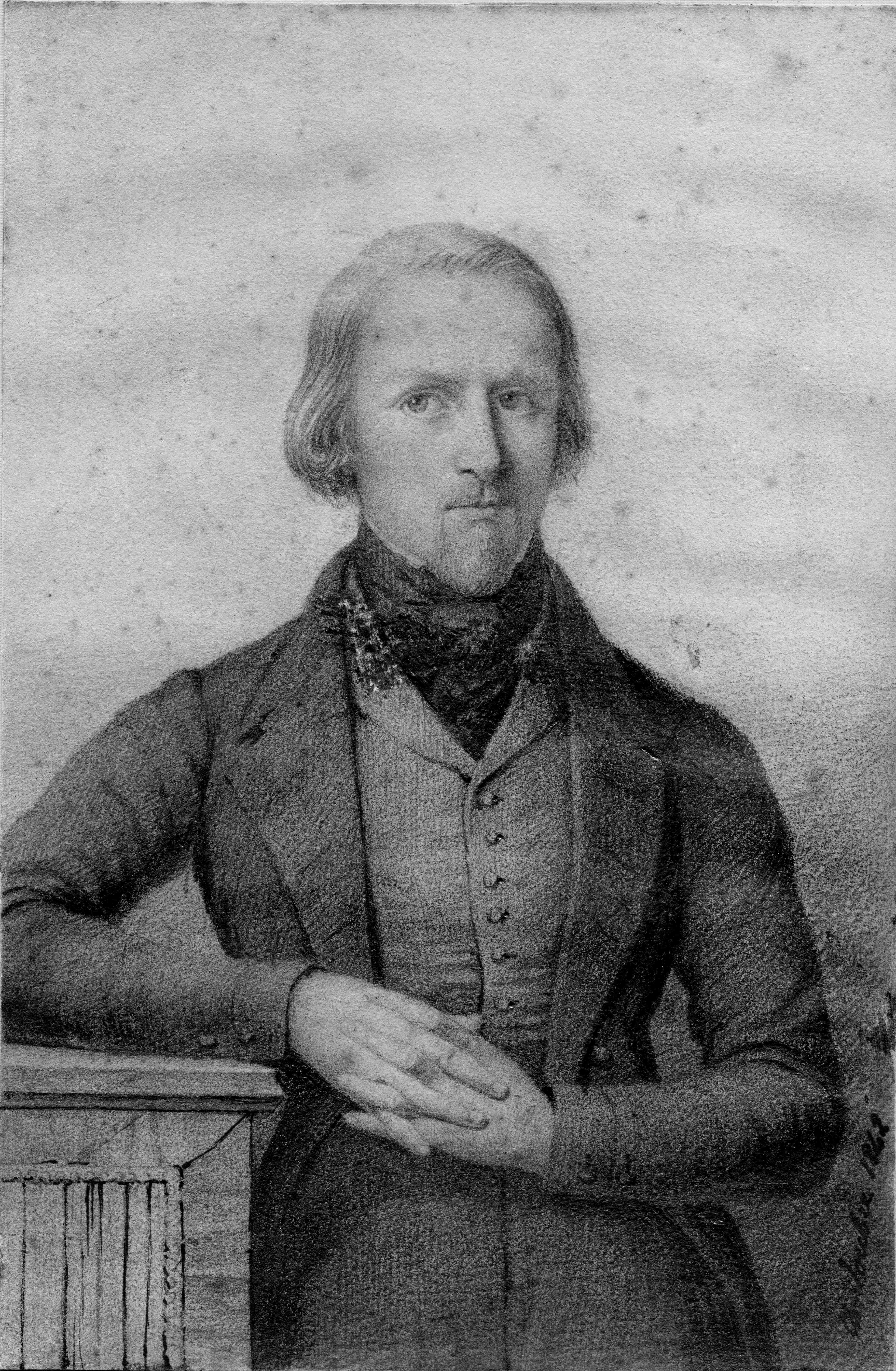
Étienne Soubre, croquis au crayon par Charles Soubre en 1842
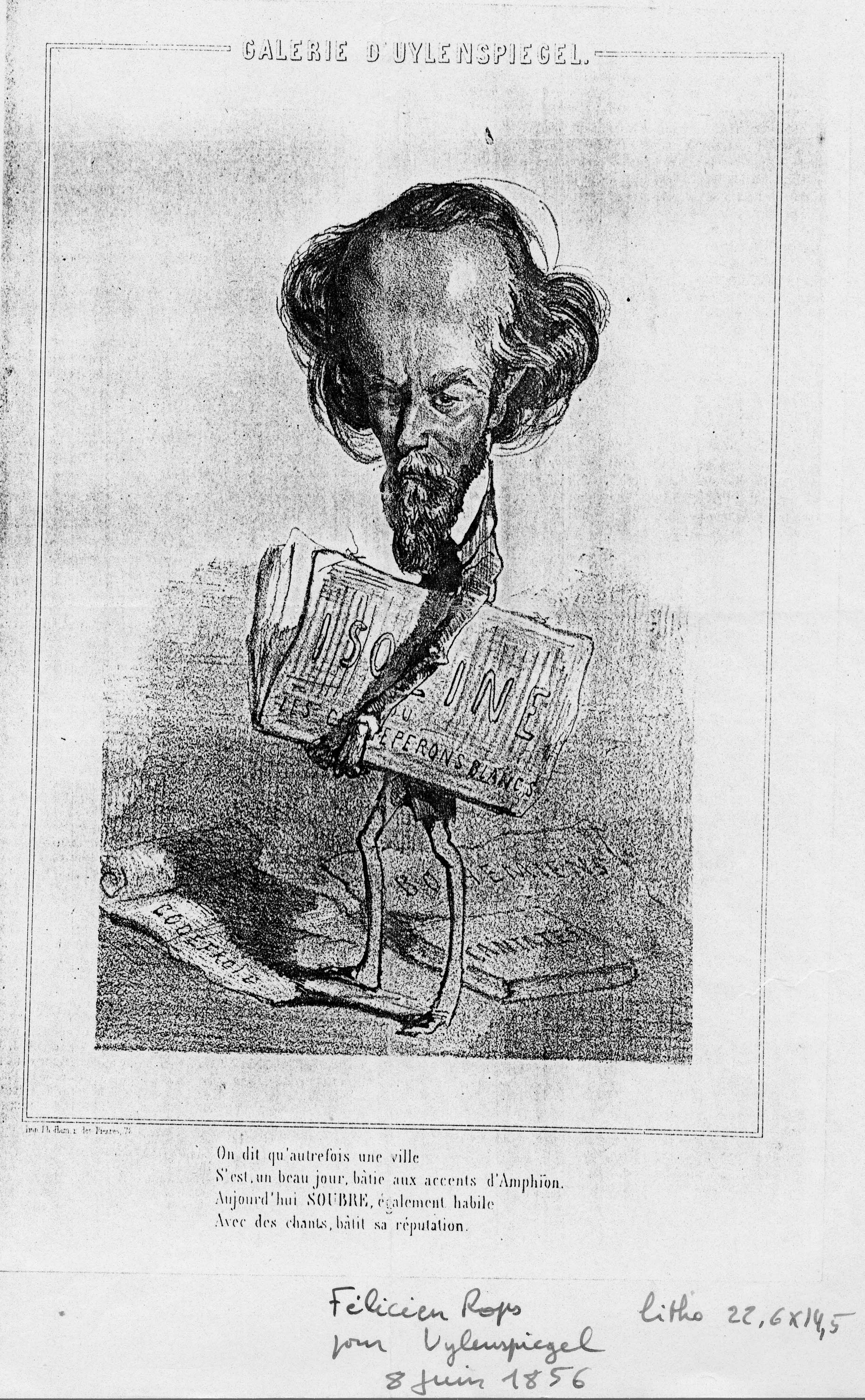
Étienne Soubre,caricature de F.Rops en 1856
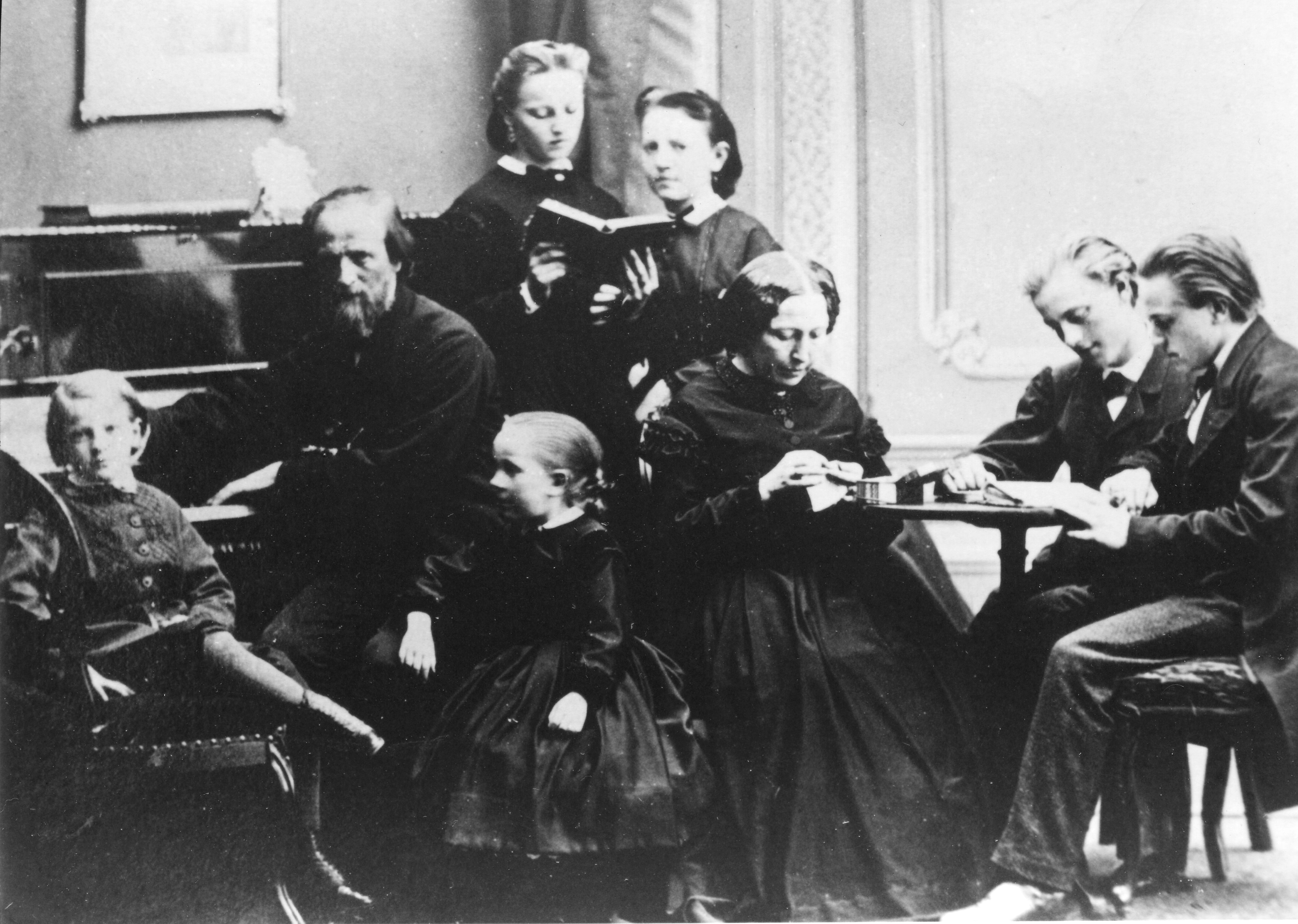
Portrait de famille 1862
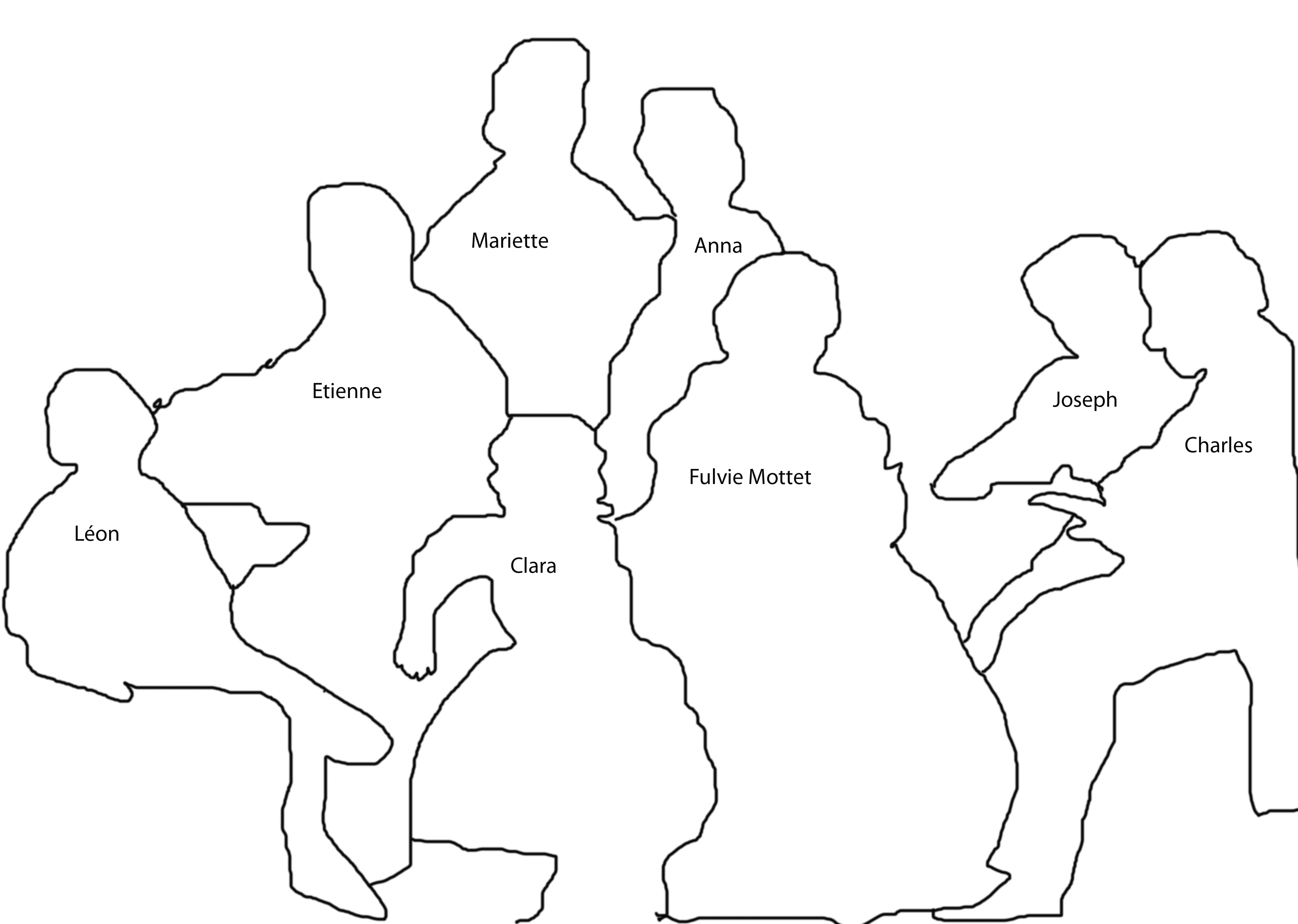
Portrait de famille : les prénoms